# Székesfehérvár (nádraží)
Székesfehérvár je železniční stanice v maďarském městě Székesfehérvár, které se nachází v župě Fejér. Stanice byla otevřena v roce 1860, kdy byla zprovozněna trať mezi Székesfehérvárem a městem Komárom.

## Historie
Stanice byla otevřena roku 1860, kdy byla zprovozněna trať Székesfehérvár–Komárom. O rok později byla zprovozněna Jižní dráha mezi Budapeští a Nagykanizsou. Během několika let bylo ze stanice postaveno mnoho dalších tratí ve směru Tapolca, Veszprém, Bicske, Sárbogárd a Pusztaszabolcs.
Během druhé světové války byla stanice kompletně zničena, a tak v roce 1951 byla postavena nová staniční budova, která funguje dodnes.
V letech 2014–2016 byla stanice kompletně zrekonstruována. Stanice dostala nové nástupiště, staniční budova byla opravena a opraven byl i železniční svršek.

## Provozní informace
Stanice má celkem 4 nástupiště a 7 nástupních hran. Ve stanici je možnost zakoupení si jízdenky a je elektrizovaná střídavým proudem 25 kV, 50 Hz. Provozuje ji společnost MÁV.

## Doprava
Stanice je hlavním nádražím městě. Zastavuje zde pár mezinárodních expresů do Záhřebu a Lublaně. Dále zde zastavují vnitrostátní rychlíky do Nagykanizsy, několik vlaků InterCity do Szombathely a Zalaegerszegu. Osobní vlaky odsuď jezdí do Budapešti, Veszprému, Ostřihomi, Sárbogárdu, Pusztaszabolcs, Keszthely a Tapolcy. V letní sezóně zde zastavuje mnoho rekreačních vlaků jedoucích k Balatonu. Ze zdejšího nádraží také odjíždějí autobusy zdejší MHD nebo i meziměstské linky jedoucí do okolních obcí.

## Tratě
Stanicí procházejí tyto tratě:
- Székesfehérvár–Komárom (MÁV 5)
- Székesfehérvár–Lovasberény–Bicske (MÁV 6) (bez dopravy, úsek Lovasberény–Bicske již zlikvidován)
- Székesfehérvár–Balatonfüred–Tapolca (MÁV 29)
- Székesfehérvár–Nagykanizsa–Gyékényes (MÁV 30)
- Székesfehérvár–Budapešť (MÁV 30a)
- Székesfehérvár–Pusztaszabolcs (MÁV 44)
- Székesfehérvár–Sárbogárd (MÁV 45)

## Galerie

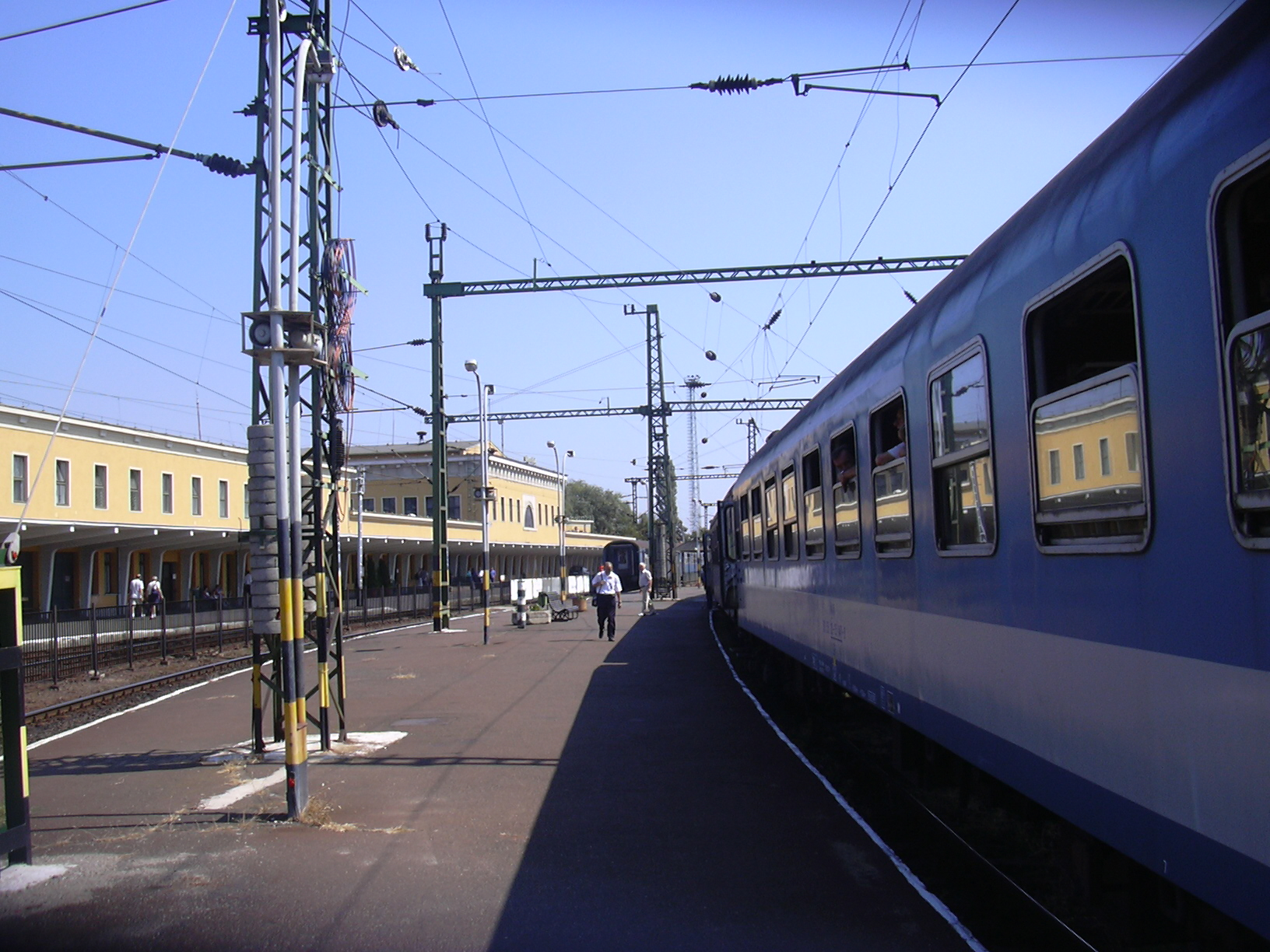
Pohled na stanici.
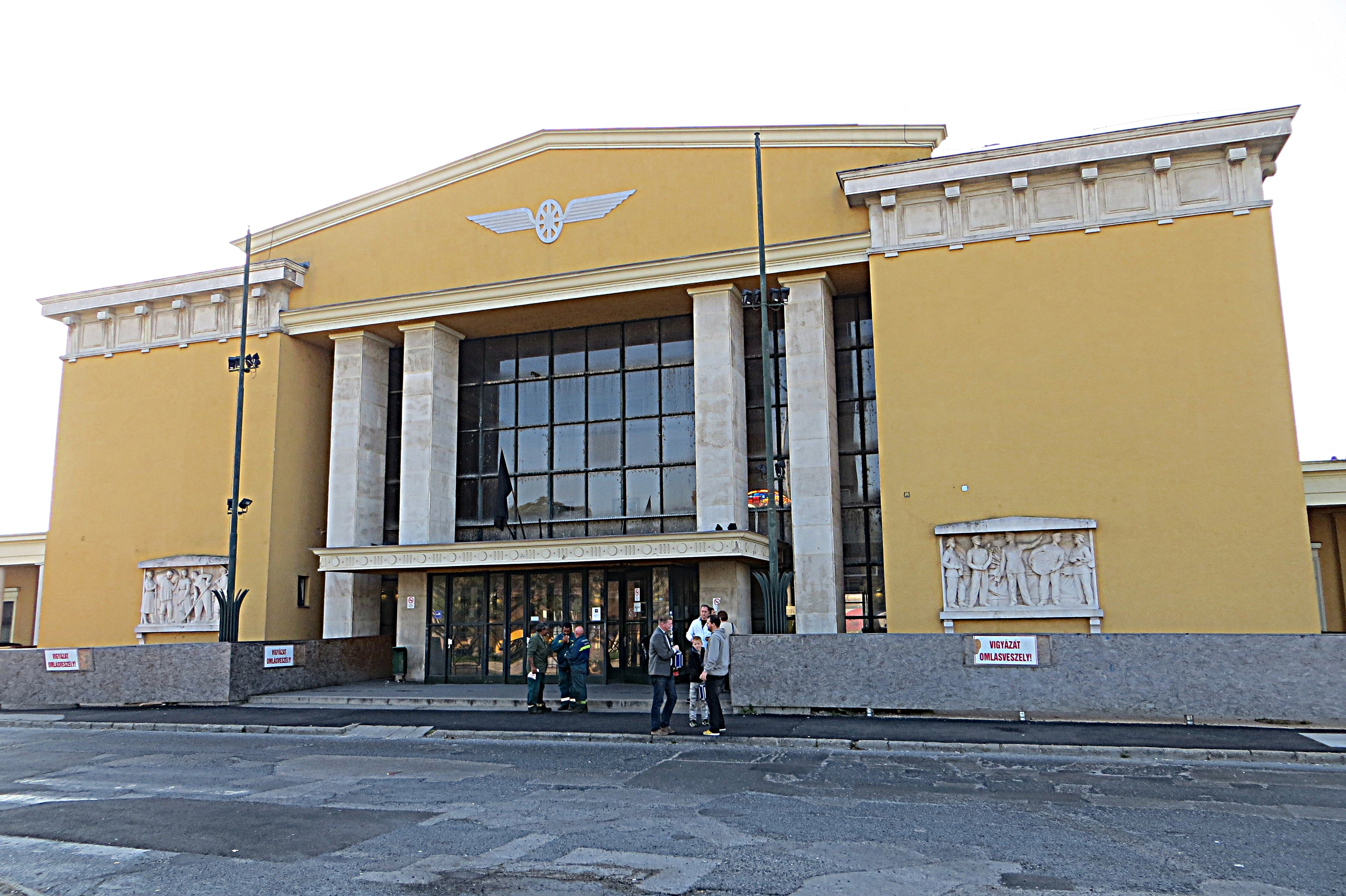
Částečný pohled na staniční budovu.
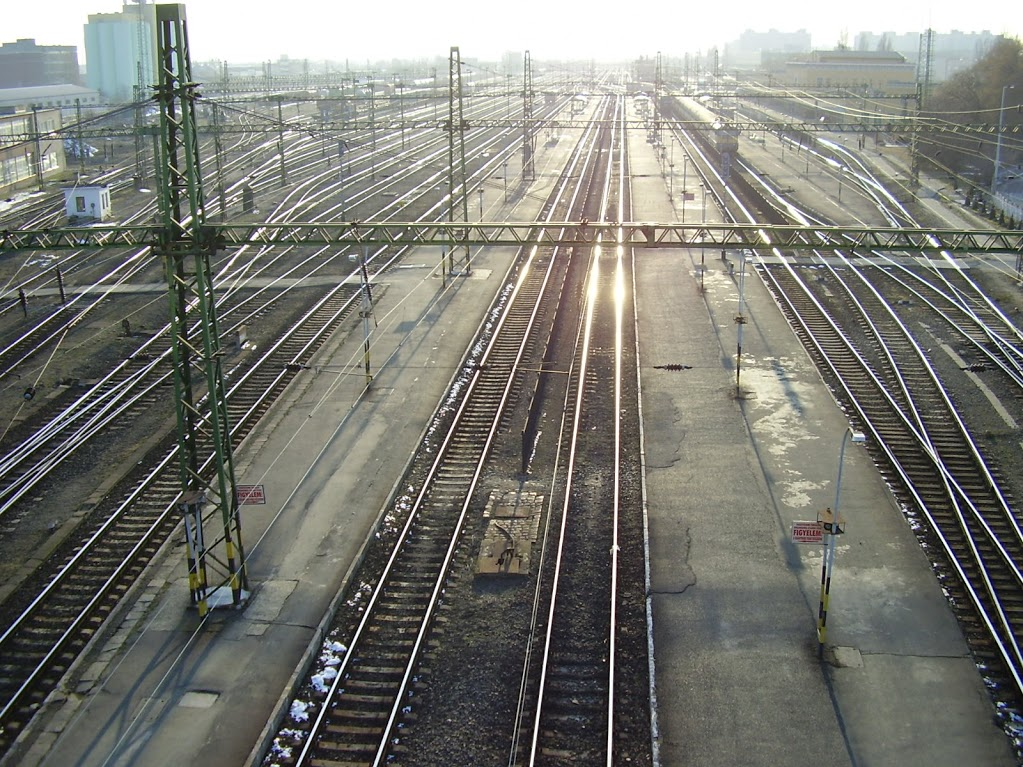
Pohled na nástupiště.
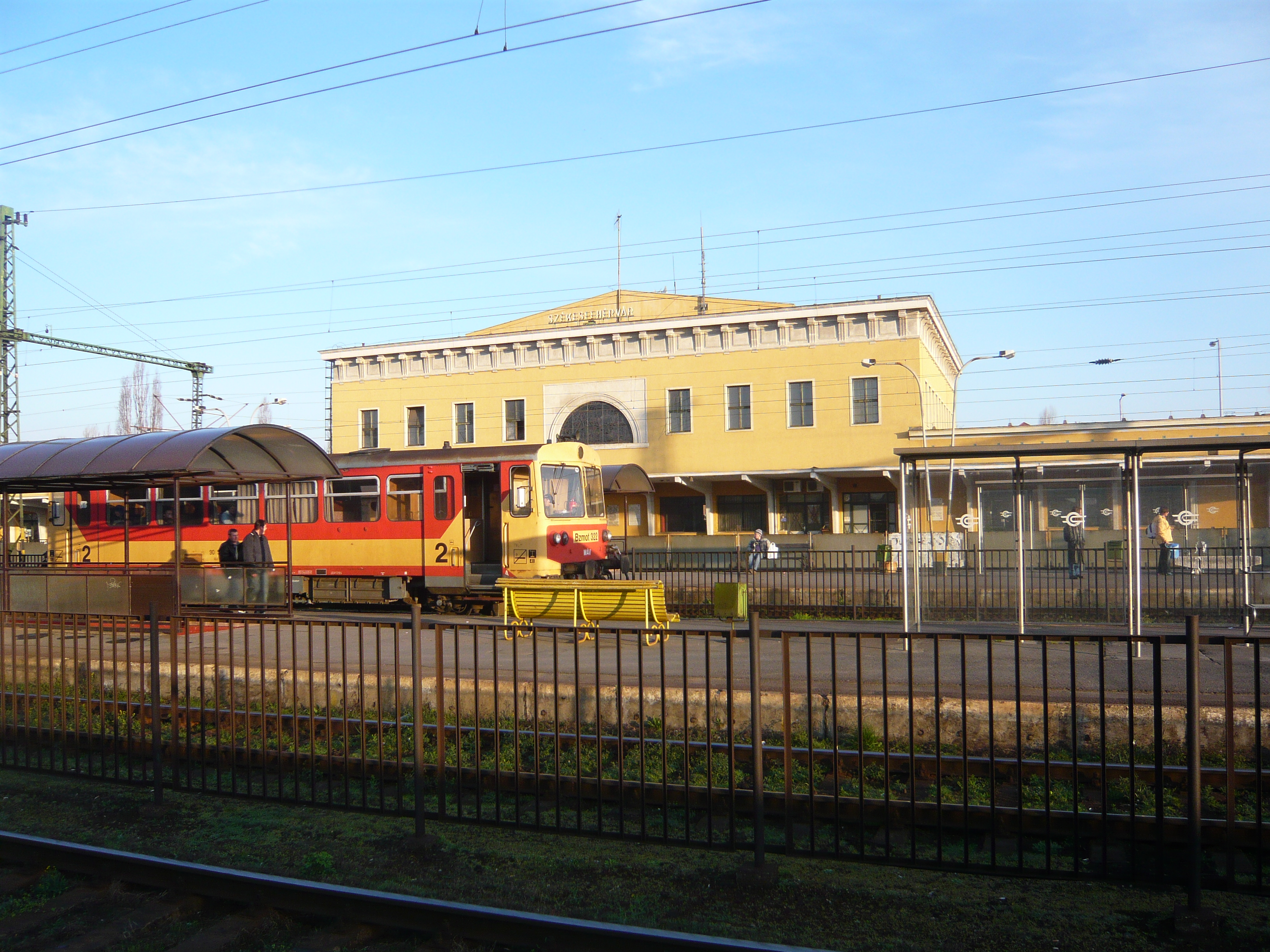
Vzhled stanice před modernizací.
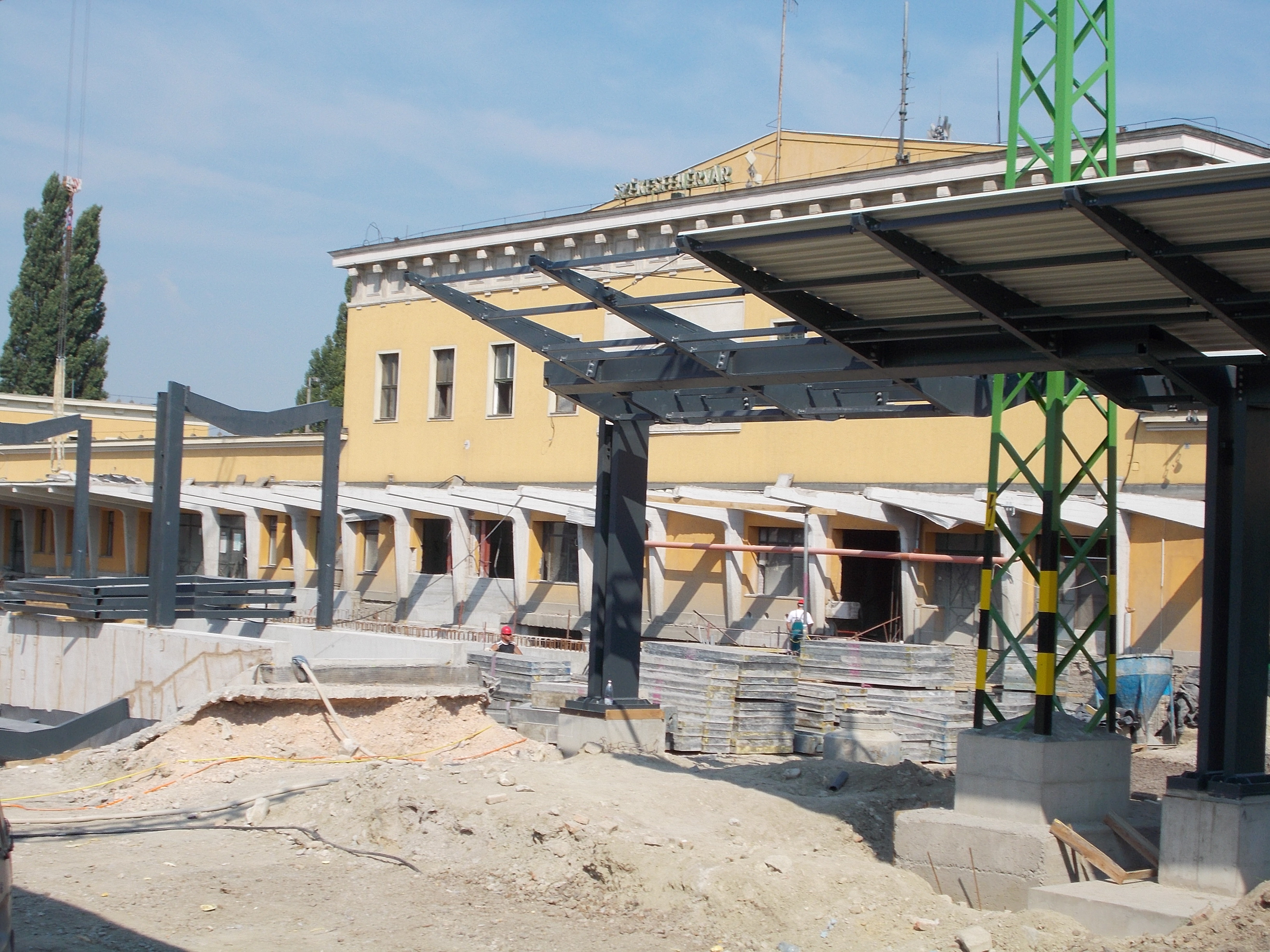
Vzhled stanice během rekonstrukce.
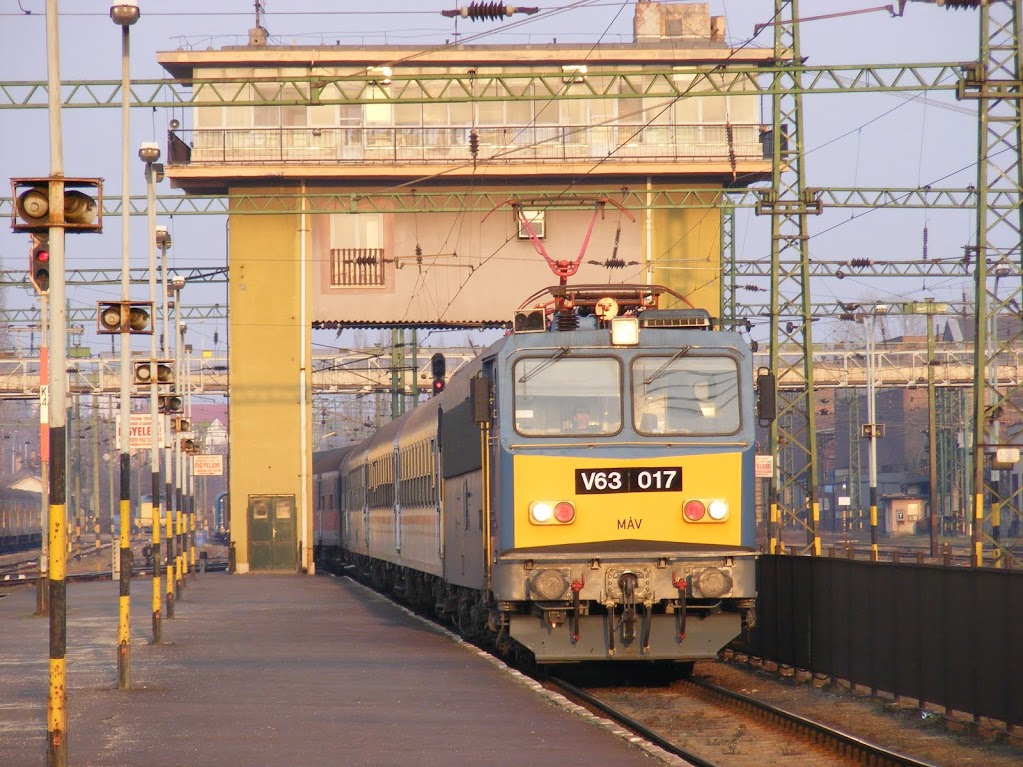
Příjezd rychlíku do stanice.
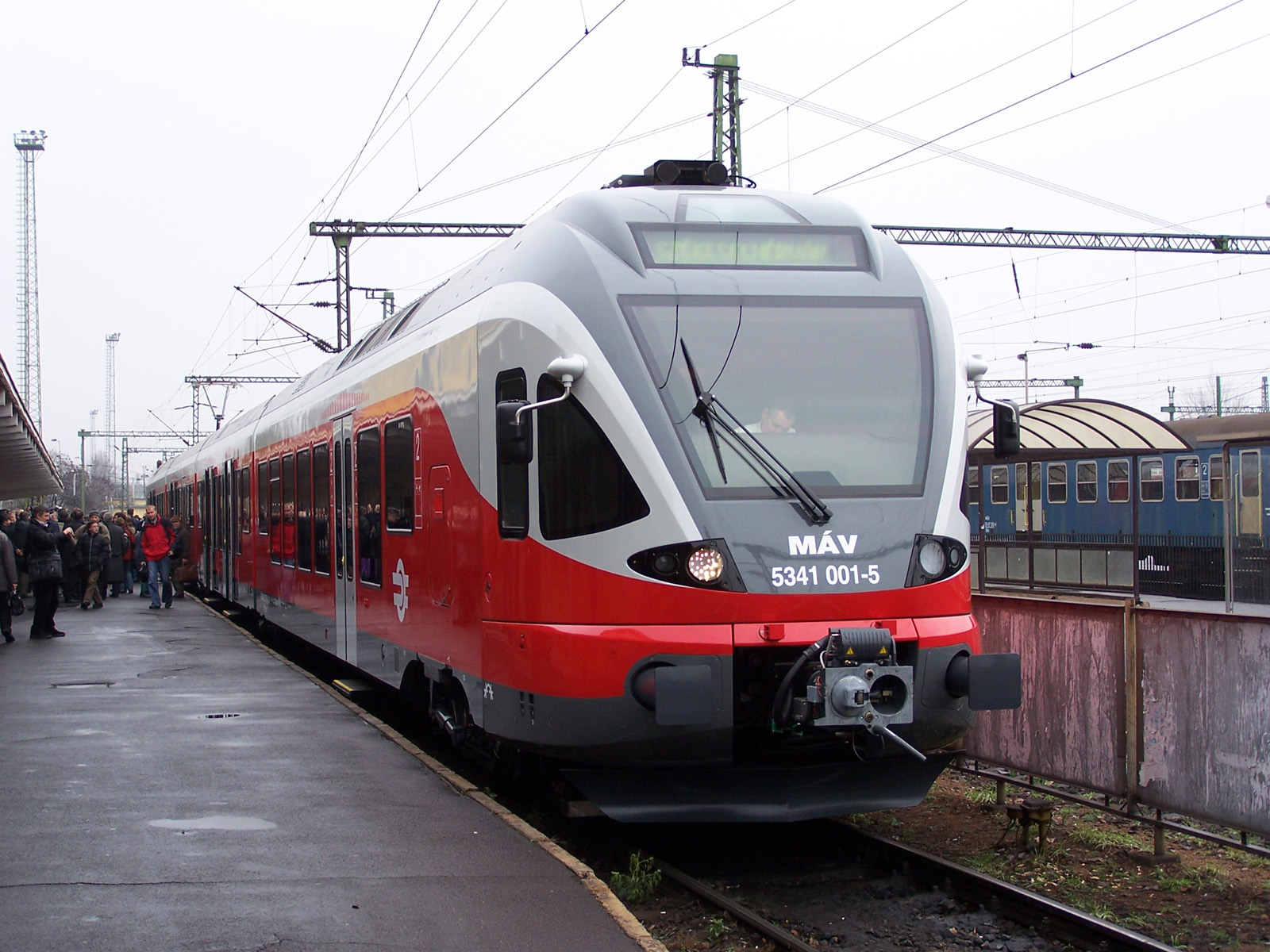
Jednotka FLIRT ve stanici.